# Peter og ulven
 Dette værk forveksles undertiden med "Drengen og ulven" af Æsop.
Peter og Ulven (russisk: Петя и волк, Petja i volk), Op. 67, er en komposition skrevet af Sergej Prokofjev i 1936 i Sovjetunionen. Det er en historie for børn (med både tekst og musik af Prokofjev), fortalt af en fortæller og ledsaget af orkestret.

## Historie
I 1936 blev Sergej Prokofjev givet opgaven med at skrive en ny, musikalsk symfoni for børn af Natalia Sats til Børnenes Centralteater i Moskva. Hensigten var at "kultivere musiksmag i børn fra de første skoleår".
Prokofjev blev så fænget af denne invitation, at han færdiggjorde Peter og Ulven på bare fire dage. Premieren 2. maj 1936 var, med komponistens egne ord, mildest talt ikke lovende: "...[fremmødet] var ringe, og tiltrak ikke megen opmærksomhed."

## Instrumentering
Peter og Ulven er udsat for det følgende orkester:
- Træblæsere: en tværfløjte, en obo, en klarinet i A og en fagot
- Messingblæsere: 3 valdhorn i F, en trompet i bes og en trombone
- Slagtøj: pauker, en triangel, en tamburin, bækkener, kastagnetter, en lilletromme og en stortromme
- Strygere: første- og andenvioliner, bratscher, celloer, og kontrabasser

Hver person i historien har et særligt instrument og tema, eller ledemotiv:
- Fugl: tværfløjte
- And: obo
- Kat: klarinet
- Bedstefar: fagot
- Ulv: valdhorn
- Jægere: træblæsertema, med geværskud på pauker og stortromme
- Peter: Strygere

Værket varer ca. 25 minutter.

## Handling
Peter, en ung pioner, bor sammen med sin bedstefar i en lysning i skoven. En dag går Peter ud i lysningen, men glemmer at lukke havelågen, og en and, som bor i gården, udnytter muligheden for at tage en svømmetur i en nærliggende dam. Anden begynder at diskutere med en lille fugl ("Hvilken slags fugl er du, hvis du ikke kan flyve?" – "Hvilken slags fugl er du hvis du ikke kan svømme?"). Peters kat følger efter dem i stilhed, og fuglen – efter Peters advarsel – flyver i sikkerhed i et højt træ, mens anden svømmer i sikkerhed i midten af dammen.
Peters bedstefar skælder Peter ud for at forlade engen ("Tænk hvis en ulv kom ud af skoven?"), og da Peter trodser ham ved at sige "Drenge som jeg er ikke bange for ulve", tager hans bedstefar ham med tilbage til huset og låser lågen. Inden længe kommer der faktisk "en stor, grå ulv" ud af skoven. Katten kravler hurtigt op i et træ, men anden, som ophidset er hoppet op af dammen, bliver jagtet og slugt af ulven.
Peter finder et reb og kravler over havemuren og op i træet. Han beder fuglen flyve rundt om ulvens hoved for at distrahere den, mens han sænker en løkke og fanger ulven i dens hale. Ulven kæmper for at komme fri, men Peter binder rebet til træet, så løkken strammes.
Nogle jægere, som har fulgt efter ulven, kommer ud af skoven og gør klar til at skyde ulven, men Peter får dem til at hjælpe sig med at bringe ulven til en zoologisk have i en sejrsparade (stykket blev først spillet for et publikum af unge pionerer den første maj) som omfatter ham selv, fuglen, jægerne som genner ulven, katten og den surmulende bedstefar ("Hvad hvis Peter ikke havde fanget ulven? Hvad så?")
Til sidst får tilhøreren at vide, at "hvis du lytter godt efter, kan du høre anden rappe inde i ulvens mave, fordi ulven havde så travlt, at den slugte anden levende."